# Ilkka Koivula
Ilkka Koivula (* 16. März 1966 in Ranua) ist ein finnischer Schauspieler.

## Leben
Ilkka Koivula ist der jüngere Bruder des Schauspielers Pertti Koivula. Er schloss 1990 sein Schauspielstudium an der Theaterakademie Helsinki ab. Anschließend war er mehrere Jahre an unterschiedlichen Theatern in Finnland beschäftigt, darunter in Oulu, Turku, Rauma und Lahti. Zudem spielte er in dem Film Lichter der Vorstadt mit, der bei den Internationalen Filmfestspielen von Cannes 2006 eingereicht wurde.
Bereits während seines Studiums war Koivula in unterschiedlichen Filmen zu sehen. So gab er sein Leinwanddebüt in dem von Mikko Niskanen inszenierten Drama Nuoruuteni savotat. Insgesamt war er in seiner Filmkarriere in über 50 Film- und Fernsehproduktionen zu sehen. So spielte er in Filmen wie Die andere Seite der Hoffnung  und Sisu sowie in Serien wie Keisari Aarnio und Nurses mit.
Koivula war mit der Schauspielerin Kirsi Tarvainen verheiratet. Aus der geschiedenen Ehe stammen drei Kinder.

## Filmografie
- 1989: Heimwärts (Kotia päin)
- 1991: Army of Zombies (Kuutamosonaatti 2: Kadunlakaisijat)
- 2000: Die Rückkehr in die Provinz (Lakeuden kutsu)
- 2001: Joki – Der Fluss (Joki)
- 2006: Lichter der Vorstadt (Laitakaupungin valot)
- 2010: White as Snow – Wie weit würdest du gehen? (Blanc comme neige)
- 2011: Le Havre
- 2014: Schmieriger Dienstag (Rasvainen tiistai)
- 2017: Die andere Seite der Hoffnung (Toivon tuolla puolen)
- 2018: Keisari Aarnio (Fernsehserie, vier Folgen)
- 2020: Viimeiset
- 2021: Nurses (Syke, Fernsehserie, eine Folge)
- 2022: Sisu